# Movimiento de Independencia de Sicilia
El Movimiento de Independencia de Sicilia (en italiano: Movimento per l'Indipendenza della Sicilia) o MIS es un movimiento político independentista activo en Sicilia entre 1943 y 1947, reactivado en 2004, que propugna el secesionismo de la isla de Sicilia respecto a Italia.

## Historia del MIS
El MIS nace en septiembre de 1942 como Comitato per l'Indipendenza della Sicilia (CIS), tomando como referencia las glorias de las Vísperas Sicilianas. Entre sus fundadores se encuentra Giovanni Guarino Amella, que más tarde se posicionaría en un autonomismo más moderado. El primer presidente y líder del MIS fue Andrea Finocchiaro Aprile, el cual agrupó exponentes políticos heterogéneos, como era el revolucionario socialista Antonio Canepa, que se convertiría en comandante del Ejército Voluntario para la Independencia de Sicilia (EVIS). Si bien también había cierta corriente derechista, en parte proveniente de los latifundistas y de la órbita de la mafia.
En 2004, tras décadas de travesías en el desierto, el MIS se refundó y mantiene su actividad política, pese a tener mucha menos influencia y representación que el MIS de la década de 1940.